# دیکتابلاندا

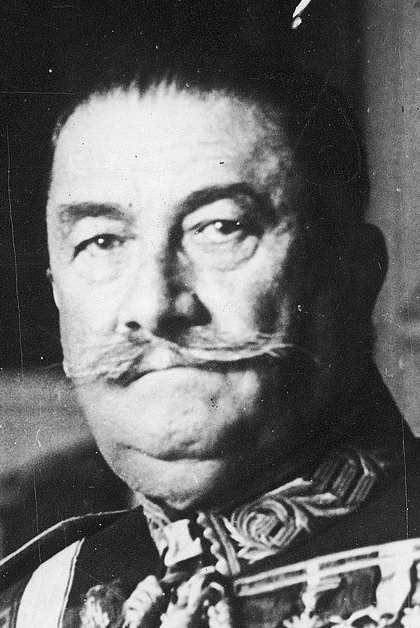
تصویر داماسو برنگوئر در سال ۱۹۳۰

دیکتابلاندا نوعی از دیکتاتوری است که در آن ظاهراً آزادی‌های مدنی به جای نابودی مغتنم شمرده یا محافظت می‌شوند. کلمهٔ dictablanda برگرفته از دو واژهٔ اسپانیایی dictadura(به معنی دیکتاتوری) و blanda(به معنی ملایم و نرم) می‌باشد. در دیکتابلاندا واژهٔ blanda به معنی نرم جایگزین واژهٔ dura به معنی شدید و سخت می‌شود.
این اصطلاح برای اولین بار در سال ۱۹۳۰ در اسپانیا به کار برده شد. زمانی که Damaso Berenguer به عنوان رئیس حکومت دیکتاتوری جایگزین Miguel Primo de Rivera y Orbaneja شد؛ و با لغو بعضی از اقدامات سختگیرانه که اخیراً اعمال شده بودند، سعی در کاهش تنش‌ها در کشور داشت. این اصطلاح همچنین برای سال‌های پایانی دولت اسپانیا در زمان ژنرال فرانکو؛ ۷۰ سال حکمرانی حزب انقلابی مکزیک، یا زمانی که حکومت آگوستو پینوشه با اتهامات زیر سؤال برده شد، مورد استفاده قرار گرفته شده‌است.
در فوریه سال ۲۰۰۹، روزنامهٔ برزیلی Folha de S.Paulo در سرمقاله‌ای دیکتاتوری نظامی در برزیل را تحت عنوان ditabranda را طبقه‌بندی کرد، که این کار باعث ایجاد جنجال شد.
همچنین عبارت و ترکیب مشابهی در زبان پرتغالی تحت عنوان ditabranda یا ditamole ساخته شده‌است. در زبان اسپانیایی واژهٔ dictablanda در تضاد با democradura است. به معنی دموکراسی کاذب یا غیرلیبرال است — سیستمی که در آن دولت و رهبران آن به وسیلهٔ رأی مردم انتخاب می‌شوند، اما آزادی‌های مدنی و شهروندی رعایت نمی‌شوند.